# Аренштейн Олександра Йосипівна
Олекса́ндра Йо́сипівна Аренште́йн (рос. Александра Иосифовна Аренштейн; 1903 — 1983) — російська письменниця (прозаїк). Писала оповідання, повісті для дітей та молоді на революційні теми (про Леніна, Крупську та їхніх соратників, про видання та транспортування газети «Искра» тощо).

## Творчість

### Повість «Подвиг життя» (1955)

Обкладинка книги «Подвиг життя». Художник Володимир Винокур

1955 року накладом 30 тисяч примірників побачила світ 224-сторінкова книжка Олександри Аренштейн «Подвиг життя» (рос. «Подвиг жизни»). Це була повість про революціонера-більшовика Івана Бабушкіна, призначена для дітей старшого віку. Проілюстрував книжку московський графік Володимир Винокур. Критики Олександр Колосков, Юрій Манн, Раїса Мессер віднайшли чимало ґанджу в повісті 52-річної авторки. Оскільки наступного року книжку для дітей «Товариш Богдан», теж присвячену Бабушкіну, видав ленінградський письменник Борис Раєвський, то рецензенти, як правило, оцінювали одночасно обидва твори. Як, наприклад, це зробив Юрій Глєбов у статті «Дві книги про народного героя», опублікованій 30 жовтня 1956 року в Іваново в газеті «Рабочий край» . Зіставила два твори і Раїса Мессер у третьому випуску збірника «Література для дітей» у статті «Історико-революційна книга для дітей», де зазначила: «Однак перше, що впадає у вічі при читанні цих творів, — їхня нерозрізненість. Таке враження, що читаєш одну і ту ж книгу під різними обкладинками й авторськими підписами. Можуть заперечити, що обидва автори були обмежені одним і тим же точним історичним матеріалом. Але хіба це перешкода до індивідуального художнього вирішення образу?» .
Відзначивши в статті «Герої великої боротьби», опублікованій у журналі «Партийная жизнь», що «в багатьох випадках, як справедливо зазначалося в пресі, розповіді Раєвського нагадують сухий переказ біографії Бабушкіна», Колосков зазначив, що «ще більшою мірою цей недолік притаманний книзі Аренштейн». На думку критика, повість Олександри Йосипівни «майже вся, від початку і до кінця, написана як трохи вільніший літературний виклад біографічних даних та історичних фактів. Окремі її сторінки ближчі до політичної брошури, ніж до художнього твору, хоча написана вона з претензією на художність». Насамкінець Колосков конкретно дорікнув авторці: «Глибоке розчарування викликають сторінки книги, що описують зустріч Бабушкіна з Леніним у Лондоні. Володимир Ілліч, згадуючи про цю зустріч, писав: „Багато переговорено було там, багато питань обговорено спільно“. Аренштейн не показує цієї зустрічі, вона лише розповідає про неї, і розповідає сухо, безпристрасно, як сторонній свідок, якого ніяк не хвилює багатозначна, воістину символічна зустріч відважного робітника-революціонера з геніальним вождем пролетарської революції. Так само слабко описана в книзі героїчна смерть Бабушкіна і його друзів» . Загальний присуд критика щодо обох творів такий: «Печаттю холодності і якоїсь внутрішньої байдужості відзначені книги О. Аренштейн „Подвиг життя“ і Б. Раєвського „Товариш Богдан“. Обидві книги написані про І. В. Бабушкіна. Вихід цих книг одна за одною міг би радувати: життя чудового робітника-революціонера, якого В. І. Ленін назвав народним героєм, заслуговує такої уваги. Але ні книга Б. Раєвського, ні книга О.  Аренштейн не можуть по-справжньому порадувати читачів. Звичайно, і ту й іншу книгу читатимуть: надто привабливий образ І. В. Бабушкіна. Але чи такими повинні бути книги про наших народних героїв?» .
Досить нищівним у критиці був і Юрій Манн, який у статті «Про біографічний жанр», опублікованій у московському журналі «Октябрь», писав: «Якщо в зображенні головного героя письменниця прагне до психологічної правди, то в змалюванні низки другорядних осіб вона від цього відступає. До образливого невиразні, наприклад, фарби, якими авторка малює образ дружини Бабушкіна — Параски Микитівни, вірної його помічниці. Нам стають відомі лише зовнішні подробиці: куди вона поїхала, що зробила? Замість людини рухається її тінь». Такий же закид зробив критик і до образу молодого робітника Федора, дорікнув авторці, що за її логікою виходить, ніби Федір прийшов у революцію тільки тому, що «Марсельєза» подобалася йому більше, ніж ті пісні, які він співав раніше .

### Повість «„Ніна“ залишається в Баку» (1960)
1956 року Олександра Аренштейн у повідомленні «Друкарня ленінської „Искры“ в Баку», опублікованому в одиннадцятому числі журналу «Вопросы истории», аргументовано доводила, що «не відповідають дійсності заяви, що бакинську підпільну друкарню було створено тифліською керівною групою під керівництвом Й. В. Сталіна, що Ладо Кецховелі вивчав (1897 р.) друкарську справу за вказівкою Й. В. Сталіна, і за його ж вказівкою встановив зв'язок з В. І. Леніним».

### Брошура «Юність партії» (1964)
1964 року в Москві у Видавництві політичної літератури накладом 80 тисяч примірників побачила світ 96-сторінкова брошура Олександри Аренштейн «Юність партії» (рос. «Юность партии»). Книжка мала підзаголовок: Розповідь про те, як створювалася та розповсюджувалася ленінська «Искра». Того ж року журнал «Вопросы истории КПСС» писав: «Використавши архівні документи, листи Леніна, листи та спогади рідних і соратників Володимира Ілліча, збірники та монографії, О. І. Аренштейн написала цікаву книгу. Дуже тепло подано образ В. І. Леніна». Відзначено також, що в книзі з великою теплотою написано сторінки про тих, хто здійснював видання «Искры», доставляв її в Росію, — Миколу Баумана, Івана Бабушкіна та ін.
Брошуру було перекладено киргизькою мовою і 1970 року видано у Фрунзе (нині Бішкек) накладом 4 тисячі примірників.

### Повість «Ластівки прийдешньої весни» (1965)
1965 року у московському видавництві «Детская литература» вийшла повість Олександри Аренштейн «Ластівки прийдешньої весни» (рос. «Ласточки грядущей весны»), присвячена жінкам-більшовичкам. Проілюстрував книжку Володимир Панов. 1973 року видавництво перевидало книигу. Її наклад, як і при першому виданні, становив 75 тисяч примірників. Адресувалася книжка дітям середьного та старшого віку.
Українською мовою повість переклав Олександр Аврамчук, а видало її 1969 року в серії «Історична бібліотека» київське видавництво «Веселка» (наклад — 30 тисяч примірників). Ілюстрації до твору виконав Анатоль Силаєв.

### Документальна повість «За п'ятнадцять верст від Парижа» (1978)
1979 року журнал «Наука и жизнь» умістив такий короткий опис нової книги Олександри Аренштейн: «Документальна повість про першу партійну школу для робітників, створену Володимиром Іллічем Леніним влітку 1911 року в Лонжюмо під Парижем. Ленін був її керівником і провідним лектором. Усі, кому довелося провести хоч кілька місяців у стінах Ленінської школи в Лонжюмо, зіграли значну роль у роботі партійних організацій в Росії. Серед них Григорій Костянтинович Орджонікідзе, Ісак Ізраїльович Шварц, Борис Абрамович Бреслав, що підготували скликання VI (Празької) Всеросійської конференції РСДРП, яка згуртувала сили більшовиків і відсікла від партії опортуністичні, антипартійні елементи. Автору вдалося простежити долі більшості слухачів Ленінської партійної школи в Лонжюмо аж до наших днів».
Повість призначена для дітей середнього та старшого шкільного віку. Українською мовою її переклав Володимир Булат. Цей переклад накладом 65 тисяч примірників побачив світ 1982 року в київському видавництві «Веселка».